# Tamale
Tamale è una città di 420 160 abitanti (stima 2008) del Ghana, capitale della regione Settentrionale e terzo centro più popoloso del paese.
La popolazione è rappresentata per lo più dall'etnia Dagomba, che parla la lingua dagbani (nonostante quella ufficiale sia l'inglese) e segue la religione islamica.

## Geografia fisica
Tamale è situata nella parte nord del Ghana, dove il territorio è quello tipico della savana, con ampie distese erbose, pochi alberi ed arbusti resistenti alla siccità.
Il clima varia a seconda dei mesi: la stagione delle piogge va da maggio ad ottobre, con una precipitazione media annuale di 750-1050 mm di pioggia e temperature minime che si aggirano attorno ai 20 °C, mentre da novembre ad aprile si ha un periodo di forte siccità con temperature massime che si aggirano attorno ai 40 °C e soffia il forte vento Harmattan.

## Amministrazione

### Gemellaggi
La città di Tamale è gemellata con:
- Louisville, dal 1979[3]
- Fada N'gourma, dal 2003[4]
- Commune II Niamey, dal 2007[5]